# Phim tiểu sử
Phim tiểu sử (tiếng Anh: biographical film hoặc biopic /ˈbaɪoʊpɪk/) là một bộ phim kịch hóa cuộc đời của một hoặc nhiều nhân vật phi hư cấu hoặc có thật trong lịch sử. Những bộ phim kể trên thể hiện cuộc sống của một nhân vật lịch sử và tên thật của nhân vật chính được sử dụng. Chúng khác với phim chính kịch tài liệu và chính kịch lịch sử ở chỗ chúng cố kể toàn diện câu chuyện cuộc đời của một người hoặc ít nhất là những năm lịch sử quan trọng nhất trong cuộc đời của họ.

## Bối cảnh

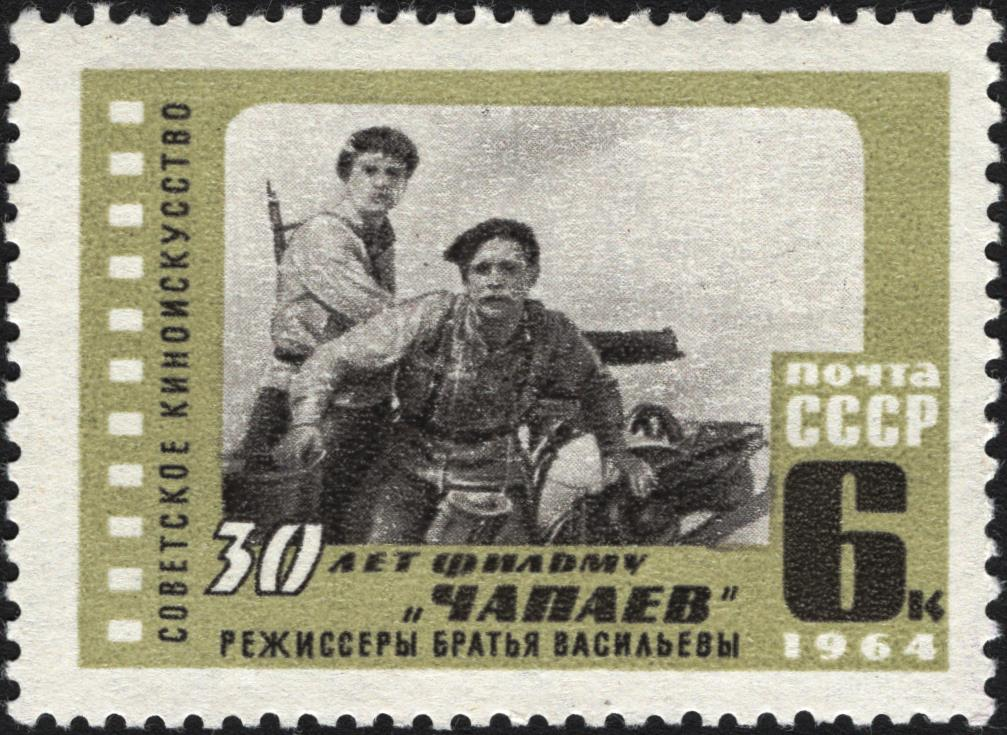
Chapaev, một bộ phim tiểu sử ra đời năm 1934 về anh hùng chiến tranh Nga Vasily Chapaev.

Những học giả về dòng phim tiểu sử gồm có George F. Custen của Đại học Staten Island và Dennis P. Bingham của Đại học Indiana–Đại học Purdue Indianapolis. Trong cuốn Bio/Pics: How Hollywood Constructed Public History (1992), Custen xem thể loại này đã chết cùng với kỷ nguyên xưởng phim Hollywood, và đặc biệt là Darryl F. Zanuck. Mặt khác, nghiên cứu Whose Lives Are They Anyway? The Biopic as Contemporary Film Genre năm 2010 của Bingham cho thấy cách mà dòng phim trường tồn dưới dạng một thể loại được hệ thống hóa bằng cách sử dụng nhiều trope giống như trong kỷ nguyên xưởng phim, chúng đi theo một quỹ đạo tương tự như cách mà Rick Altman thể hiện trong nghiên cứu Film/Genre của ông. Bingham cũng coi phim tiểu sử nam và phim tiểu sử nữ là hai dòng riêng biệt, dòng phim tiểu sử nam thường nhắc đến những thành tựu to lớn, còn dòng phim tiếu sử nữ thường nhắc đến việc phụ nữ trở thành nạn nhân. Tác phẩm Bio-Pics: a life in pictures (2014) của Ellen Cheshire đã đánh giá các bộ phim của Anh/Mỹ từ các thập niên 1990 và 2000. Mỗi chương đánh giá các bộ phim quan trọng được liên kết theo nghề nghiệp và kết thúc bằng danh sách xem thêm. Christopher Robé cũng viết về các chuẩn mực giới tính làm nền tảng cho dòng phim tiểu sử trong bài báo "Taking Hollywood Back" của ông đăng trên ấn phẩm Cinema Journal năm 2009.
Roger Ebert đã lên tiếng bảo vệ phim The Hurricane và những bóp méo trong dòng phim tiểu sử nói chung: "những người tìm kiếm sự thật về một người đàn ông từ bộ phim về cuộc đời anh ta cũng có thể tìm kiếm nó từ người bà yêu quý của anh ta. ... The Hurricane không phải là một bộ phim tài liệu mà là một phim dụ ngôn."

## Tuyển vai
Khâu tuyển vai có thể gây tranh cãi trong các bộ phim tiểu sử. Tuyển vai thường là cân bằng giữa sự giống nhau về ngoại hình và khả năng hóa thân những tính cách của nhân vật. Anthony Hopkins thấy rằng lẽ ra anh không nên đóng vai Richard Nixon trong Nixon vì hai người không giống nhau. Việc chọn John Wayne vào vai Thành Cát Tư Hãn trong The Conqueror đã bị phản đối vì Wayne là người Mỹ mà lại được chọn vào vai Khả hãn Mông Cổ. Giới phê bình Ai Cập chỉ trích việc chọn Louis Gossett Jr. (một diễn viên người Mỹ gốc Phi) vào vai tổng thống Ai Cập Anwar Sadat trong bộ phim truyền hình ngắn tập Sadat vào năm 1983. Ngoài ra, một số người phản đối việc chọn Jennifer Lopez trong phim Selena vì cô là người gốc Puerto Rico ở Thành phố New York trong khi Selena là người Mỹ gốc Mexico.

## Miêu tả nhân vật trên phim
Vì các nhân vật được hóa thân là người thật, họ có hành động và tính cách được công chúng biết đến (hoặc ít nhất là được ghi lại trong lịch sử), các vai diễn phim tiểu sử được xem là một trong những vai diễn đòi hỏi khắt khe nhất đối với cả diễn viên nam và nữ. Warren Beatty, Faye Dunaway, Ben Kingsley, Johnny Depp, Jim Carrey, Jamie Foxx, Robert Downey Jr., Brad Pitt và Eddie Redmayne đều nhận được sự tôn trọng mới trên tư cách là diễn viên kịch sau khi đóng vai chính trong phim tiểu sử: Beatty và Dunaway lần lượt vào vai Clyde Barrow và Bonnie Parker trong Bonnie and Clyde (1967), Kingsley vai Mahatma Gandhi trong Gandhi (1982), Depp vai Ed Wood trong Ed Wood (1994), Carrey vai Andy Kaufman trong Man on the Moon (1999), Downey vai Charlie Chaplin trong Chaplin (1992), Foxx vai Ray Charles trong Ray (2004), và Redmayne vai Stephen Hawking trong The Theory of Everything (2014).
Một số bộ phim tiểu sử cố tình phóng đại sự thật. Phim Confessions of a Dangerous Mind dựa trên cuốn hồi ký nổi tiếng cùng tên của người dẫn trò chơi truyền hình Chuck Barris được nhiều người biết đến, trong đó anh ta tự nhận mình là một điệp viên CIA. Kafka kết hợp cả cuộc đời của tác giả Franz Kafka và những khía cạnh siêu thực trong tiểu thuyết của ông. Bộ phim They Died with Their Boots On của Errol Flynn kể câu chuyện về Custer nhưng bị lãng mạn hóa quá đà. Phim The Doors của Oliver Stone (chủ yếu nói về Jim Morrison) được đánh giá cao vì những điểm tương đồng giữa Jim Morrison và nam diễn viên Val Kilmer: ngoại hình ưa nhìn và giọng hát hay, nhưng người hâm mộ và các thành viên trong ban nhạc không thích cách Val Kilmer hóa thân Jim Morrison, một số cảnh thậm chí còn là hoàn toàn dàn dựng.
Năm 2018, bộ phim tiểu sử ca nhạc Bohemian Rhapsody (dựa trên cuộc đời của ca sĩ Queen Freddie Mercury) đã trở thành bộ phim tiểu sử có doanh thu cao nhất lịch sử.